# マオナン族
マオナン族（マオナンぞく）は中華人民共和国の少数民族のひとつ。中国語では「毛南族」と表記する。主に広西チワン族自治区北西部の環江県の上南、中南、下南の山間部、および河池、南丹、宜山、都安などの地区に分布している。

## 自治地方

### 自治県
- 広西チワン族自治区
  - 環江マオナン族自治県

### 民族郷
- 平塘県
  - 卡蒲マオナン族郷

## 言語
言語はタイ・カダイ語族チワン・トン語派トン・シュイ語グループに所属するマオナン語を使用する。自民族の文字は持たない。